# Araeolaimus bioculatus
Araeolaimus bioculatus är en rundmaskart som först beskrevs av De Man 1976.  Araeolaimus bioculatus ingår i släktet Araeolaimus och familjen Axonolaimidae. Inga underarter finns listade i Catalogue of Life.